# Joppocryptus occiputalis
Joppocryptus occiputalis là một loài tò vò trong họ Ichneumonidae.